# Biosteres adanaensis
Biosteres adanaensis är en stekelart som beskrevs av Fischer och Ahmet Beyarslan 2005. Biosteres adanaensis ingår i släktet Biosteres och familjen bracksteklar. Inga underarter finns listade.